# Suillus neoalbidipes
Suillus neoalbidipes är en svampart som beskrevs av M.E. Palm & E.L. Stewart 1984. Suillus neoalbidipes ingår i släktet Suillus och familjen Suillaceae.   Inga underarter finns listade i Catalogue of Life.